# غابرييل روسادو
غابرييل روسادو (بالإنجليزية: Gabriel Rosado)‏ مواليد 14 يناير 1986 في فيلادلفيا، الولايات المتحدة، هو ملاكم محترف أمريكي يصنف ضمن فئة الوزن المتوسط.

## المسيرة الاحترافية
من نزالاته:
- خسر أمام غينادي جولوفكين بالضربة الفنية القاضية (19-01-2013).
- انتصر على سيكو باول بالضربة الفنية القاضية (01-06-2012).
- خسر أمام ألفريدو أنغولو بالضربة الفنية القاضية (07-08-2009).

## إحصائيات
خاض خلال مسيرته 40 نزالا، فاز في 25 وخسر في 13. فاز بالضربة القاضية في 14 نزالا.

## روابط خارجية
- غابرييل روسادو على موقع IMDb (الإنجليزية)
- غابرييل روسادو على موقع قاعدة بيانات الفيلم (الإنجليزية)
- غابرييل روسادو على موقع بوكس ريك (الإنجليزية) (registration required)